# جيناسيو باولو ساراساتي
جيناسيو باولو ساراساتي (بالبرتغالية: Ginásio Paulo Sarasate‏) هو ملعب رياضي داخلي يقع في فورتاليزا بالبرازيل. تبلغ سعة الملعب 10،000 متفرج وتم افتتاحه في عام 1971. ويستضيف أحداثًا رياضية داخلية مثل كرة السلة والكرة الطائرة، كما يستضيف الحفلات الموسيقية.